# Кагами, Юка
Юка Кагами (яп. 鏡優翔, род. 14 сентября 2001 года) — японская спортсменка, борец вольного стиля, Олимпийская чемпионка 2024,  чемпионка мира, чемпионка Азии, призёр чемпионатов мира и Азии. Бронзовый призёр летних юношеских Олимпийских игр 2018 года. 

## Биография
Родилась в 2001 году.
В 2018 году на летних юношеских Олимпийских играх в Аргентине завоевала бронзовую медаль в весовой категории до 73 кг.
В 2019 году на чемпионате Азии в Китае стала чемпионкой в категории до 72 кг. В 2022 году на континентальном чемпионате в Монголии завоевала серебряную медаль в категории до 76 кг.   
На чемпионате мира 2022 года, который состоялся в Белграде, японка стала обладательницей бронзовой медали в весовой категории до 76 кг.
В сентября 2023 года на чемпионате мира в Сербии, в весовой категории до 76 кг Юка в схватке за чемпионский титул победила спортсменку из Киргизии Айпери Медет кызы и завоевала титул чемпионки мирового первенства. 